# Mount-Pulag-Bergwaldmaus
Die Mount-Pulag-Bergwaldmaus (Musseromys beneficus) ist ein Nagetier in der Unterfamilie der Altweltmäuse, das auf den nördlichen Philippinen vorkommt.

## Merkmale
Mit einer Kopf-Rumpf-Länge von 75 bis 81 mm, einer Schwanzlänge von etwa 82 mm und einem Gewicht von 18 bis 22 g hat die Art etwa dieselbe Größe wie andere Gattungsmitglieder. Die Hinterfüße sind etwa 18 mm lang und die Länge der Ohren liegt bei 16 mm. Auf der Oberseite kommt rotbraunes bis orangebraunes Fell vor und das orange Fell der Unterseite ist farbintensiver. An der Schwanzspitze bilden längere Haare eine Quaste. Auffällig ist der sehr kleine Daumen an den Vorderpfoten, der mit einem Nagel ausgerüstet ist. Die übrigen Finger tragen lange gebogene Krallen. Der Kopf ist durch dunkle abgerundete Ohren und durch orangefarbenen Zahnschmelz an der Vorderseite der Schneidezähne gekennzeichnet. Bei Weibchen liegen die vier Zitzen im Leistenbereich.

## Verbreitung
Dieses Nagetier lebt im Umfeld des Mount Pulag auf der Insel Luzon in den nördlichen Philippinen. Exemplare wurden auf 2695 Meter Höhe registriert. Das Gebiet ist mit feuchtem Bergwald bedeckt, in dem vor allem Eichen, Lorbeeren (Laurus), Myrtengewächse und Teestrauchgewächse vorkommen, die gewöhnlich eine Höhe von 7 bis 10 Metern erreichen. Kennzeichnend sind viele Aufsitzerpflanzen wie Moose, Farne, Orchideen, Lebermoose und Kletterpflanzen.

## Lebensweise
Die Mount-Pulag-Bergwaldmaus ist vermutlich nachtaktiv. Soweit bekannt, hält sie sich im Geäst der Bäume auf. Die Zusammensetzung der üblichen Nahrung ist unbekannt. Mehrere Exemplare wurden in Fallen gefangen, deren Köder aus Kokosnussstreifen bestanden, die mit Erdnussbutter bestrichen waren.

## Bedrohung
In Bereichen des Mount-Pulag-Nationalparks wurden Wälder in Ackerland umgewandelt. Es ist nicht geklärt, ob die Rodungen das Verbreitungsgebiet der Mount-Pulag-Bergwaldmaus erreichten. Die IUCN listet die Art unter „zu wenig Daten vorhanden“ (data deficient).